# Fair to Midland
Fair to Midland — американская рок-группа, основанная в 1998 году в городе Салфер-Спрингс, штат Техас. В настоящее время у группы подписан контракт с лейблом Сержа Танкяна Serjical Strike Records и с Universal Records. На данный момент у группы выпущено четыре полноценных альбома и один EP. На музыкальном фестивале Coachella 2007 они исполняли импровизированную версию своей песни «Walls of Jericho» совместно с Сержем Танкяном в качестве вокалиста, с которым группа участвовала в одном туре. Так же группа участвовала в турах совместно с такими группами как Dir en grey, Flyleaf, Wednesday 13, The 69 Eyes, As I Lay Dying, Chevelle и 10 Years.

## Состав группы
- Дэрро Саддерт — вокалист
- Клифф Кэмпбелл — гитарист
- Джон Дикен — бас-гитарист
- Бретт Стоверс — барабанщик
- Мэтт Лэнгли — клавишник

## Дискография
- 2001 — The Carbon Copy Silver Lining
- 2004 — inter.funda.stifle
- 2006 — The Drawn and Quartered (EP)
- 2007 — Fables From a Mayfly: What I Tell You Three Times is True
- 2011 — Arrows & Anchors